# Мураускас, Пётр Станиславович
Пётр Станиславович Мураускас (лит. Petras Murauskas) — советский хозяйственный, государственный и политический деятель.

## Биография
Родился в 1913 году в Санкт-Петербурге. Член КПСС.
С 1929 года — на хозяйственной, общественной и политической работе. В 1929—1978 годах — участник коммунистической подпольной борьбы в Литовской Республике, участник Великой Отечественной войны в составе 16-й Литовской стрелковой дивизии, секретарь, первый секретарь Таурагского уездного комитета КП(б) Литвы, председатель Шяуляйского облисполкома, слушатель ВПШ при ЦК КПСС, председатель правления Литпотребсоюза Литовской ССР, заместитель министра мясной и молочной промышленности Литовской ССР.
Избирался депутатом Верховного Совета Литовской ССР 3—5-го созывов.
Умер в Вильнюсе в 1990 году.